# Serain
Pour les articles ayant des titres homophones, voir Seraing, Serein et Serin.
Serain est une commune française située dans le département de l'Aisne, en région Hauts-de-France.

## Géographie
Petit village situé dans la plaine de Picardie.

### Communes limitrophes
| Malincourt       | Elincourt |         |
| Villers-Outréaux | Serain    | Prémont |
| Beaurevoir       | Prémont   |         |

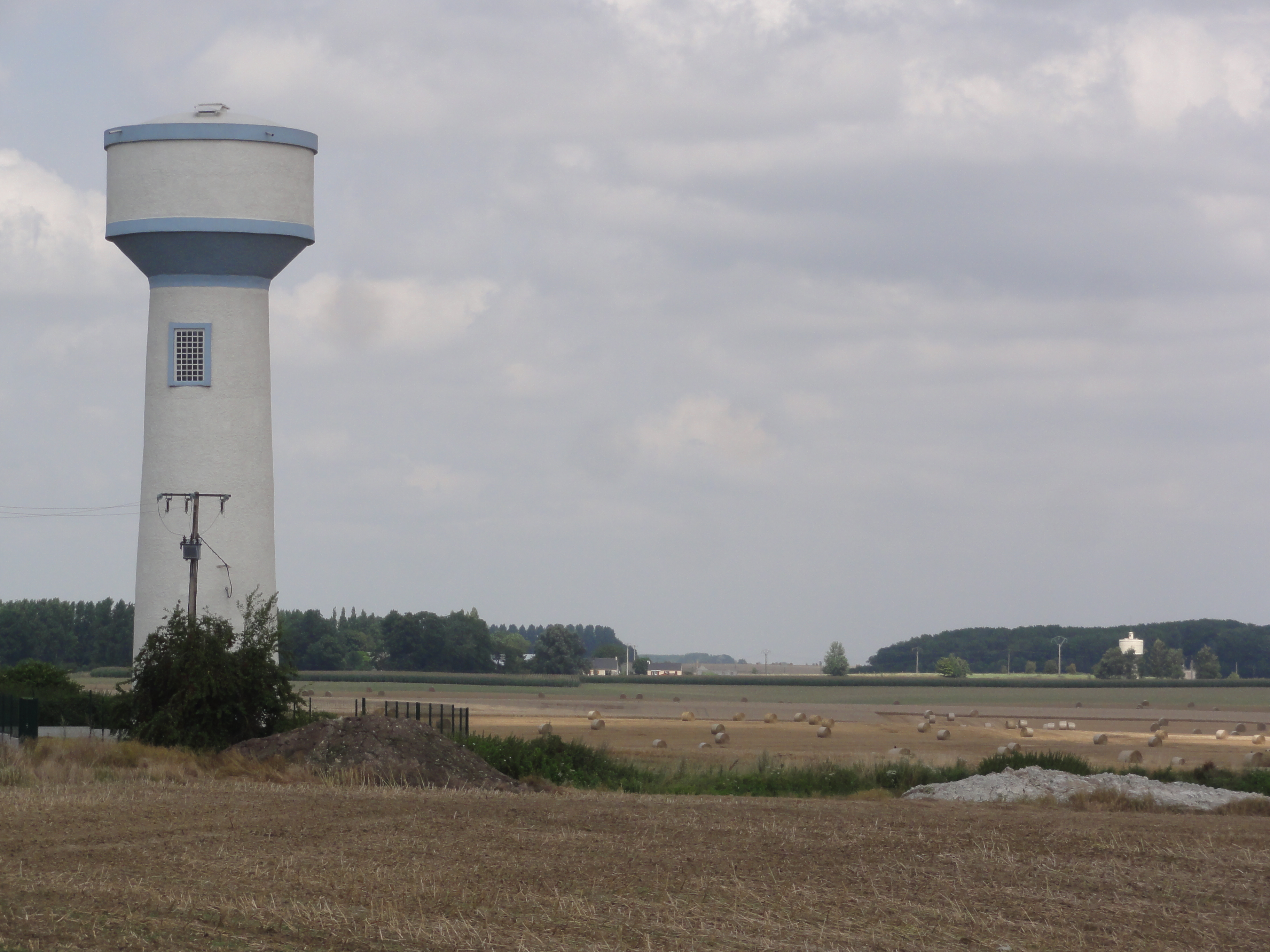
Paysage de plaine avec château d'eau de Serain.
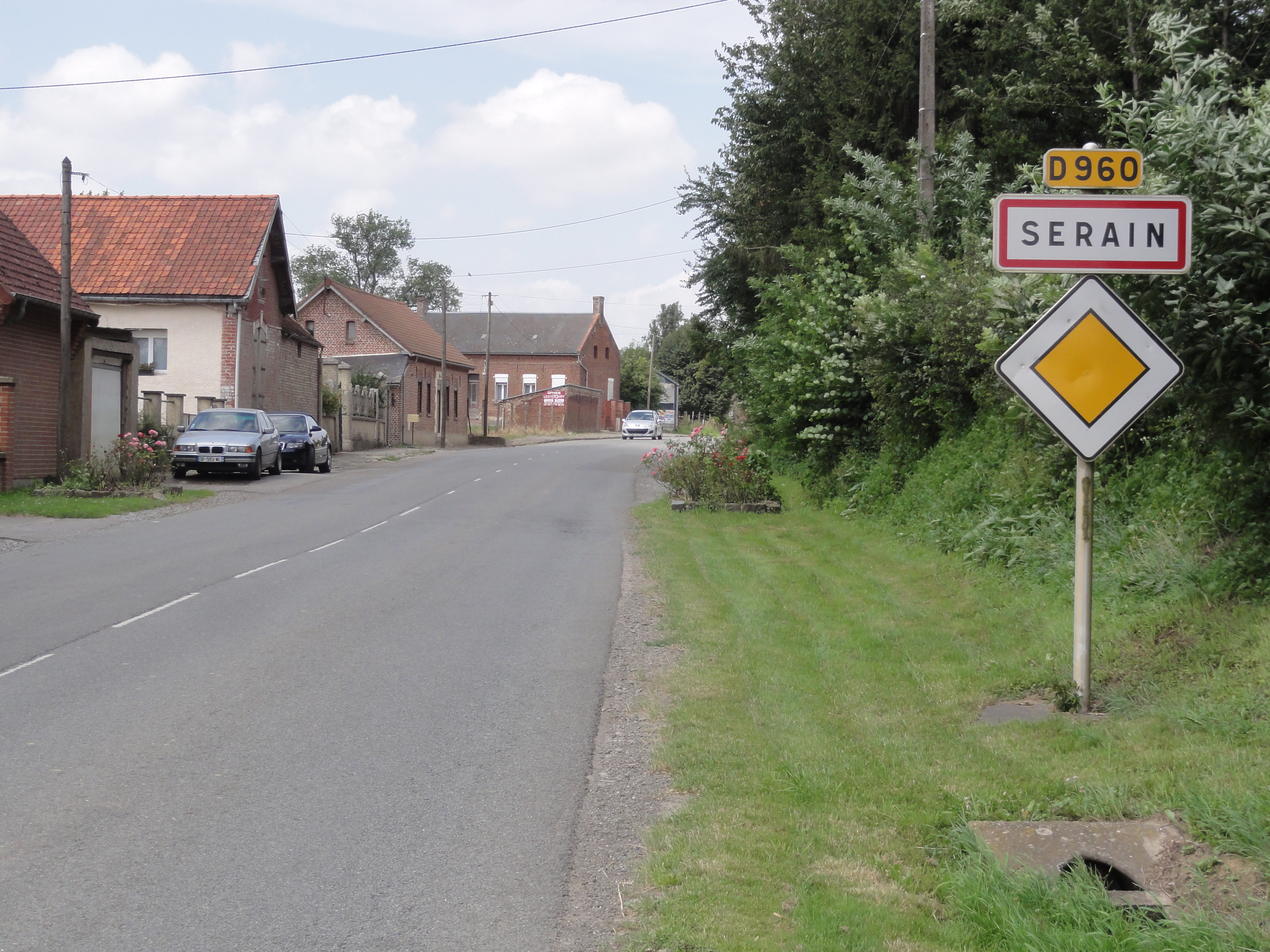
Entrée de Serain.

### Hydrographie
La commune est située dans le bassin Artois-Picardie. Elle n'est drainée par aucun cours d'eau.

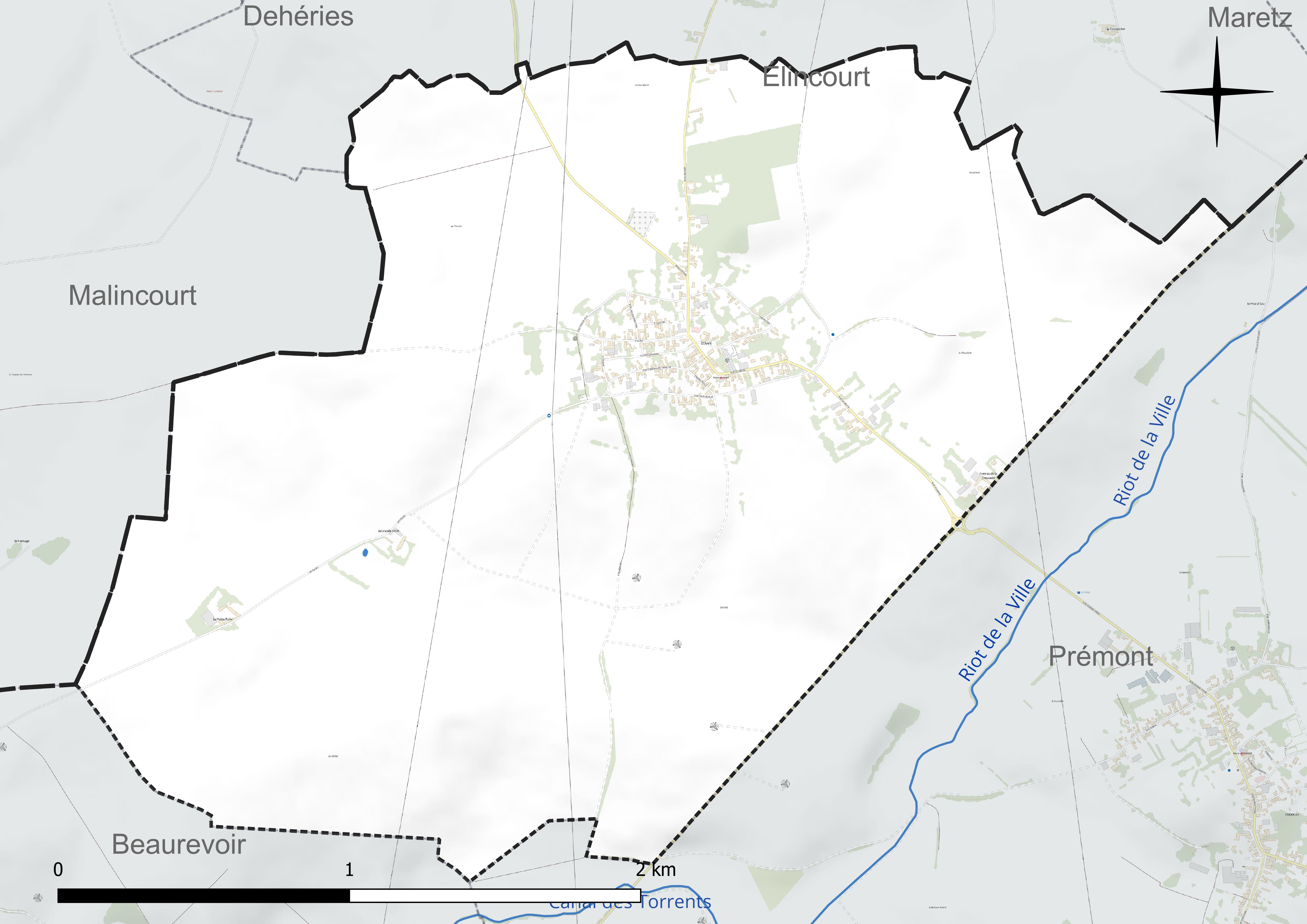
Réseau hydrographique de Serain.

### Climat
Pour des articles plus généraux, voir Climat des Hauts-de-France et Climat de l'Aisne.
En 2010, le climat de la commune est de type climat océanique dégradé des plaines du Centre et du Nord, selon une étude du CNRS s'appuyant sur une série de données couvrant la période 1971-2000. En 2020, Météo-France publie une typologie des climats de la France métropolitaine dans laquelle la commune est dans une zone de transition entre le climat océanique et le climat océanique altéré et est dans la région climatique Nord-est du bassin Parisien, caractérisée par un ensoleillement médiocre, une pluviométrie moyenne régulièrement répartie au cours de l'année et un hiver froid (3 °C).
Pour la période 1971-2000, la température annuelle moyenne est de 9,7 °C, avec une amplitude thermique annuelle de 14,8 °C. Le cumul annuel moyen de précipitations est de 762 mm, avec 12,5 jours de précipitations en janvier et 9,4 jours en juillet. Pour la période 1991-2020, la température moyenne annuelle observée sur la station météorologique la plus proche, située sur la commune d'Épehy à 17 km à vol d'oiseau, est de 10,6 °C et le cumul annuel moyen de précipitations est de 752,8 mm,. Pour l'avenir, les paramètres climatiques de la commune estimés pour 2050 selon différents scénarios d'émission de gaz à effet de serre sont consultables sur un site dédié publié par Météo-France en novembre 2022.

## Urbanisme

### Typologie
Au 1er janvier 2024, Serain est catégorisée commune rurale à habitat dispersé, selon la nouvelle grille communale de densité à 7 niveaux définie par l'Insee en 2022.
Elle est située hors unité urbaine et hors attraction des villes,.

### Occupation des sols
L'occupation des sols de la commune, telle qu'elle ressort de la base de données européenne d'occupation biophysique des sols Corine Land Cover (CLC), est marquée par l'importance des territoires agricoles (93,9 % en 2018), une proportion sensiblement équivalente à celle de 1990 (94,6 %). La répartition détaillée en 2018 est la suivante : 
terres arables (80,1 %), prairies (13,7 %), zones urbanisées (6,1 %).
L'évolution de l'occupation des sols de la commune et de ses infrastructures peut être observée sur les différentes représentations cartographiques du territoire : la carte de Cassini (XVIIIe siècle), la carte d'état-major (1820-1866) et les cartes ou photos aériennes de l'IGN pour la période actuelle (1950 à aujourd'hui).

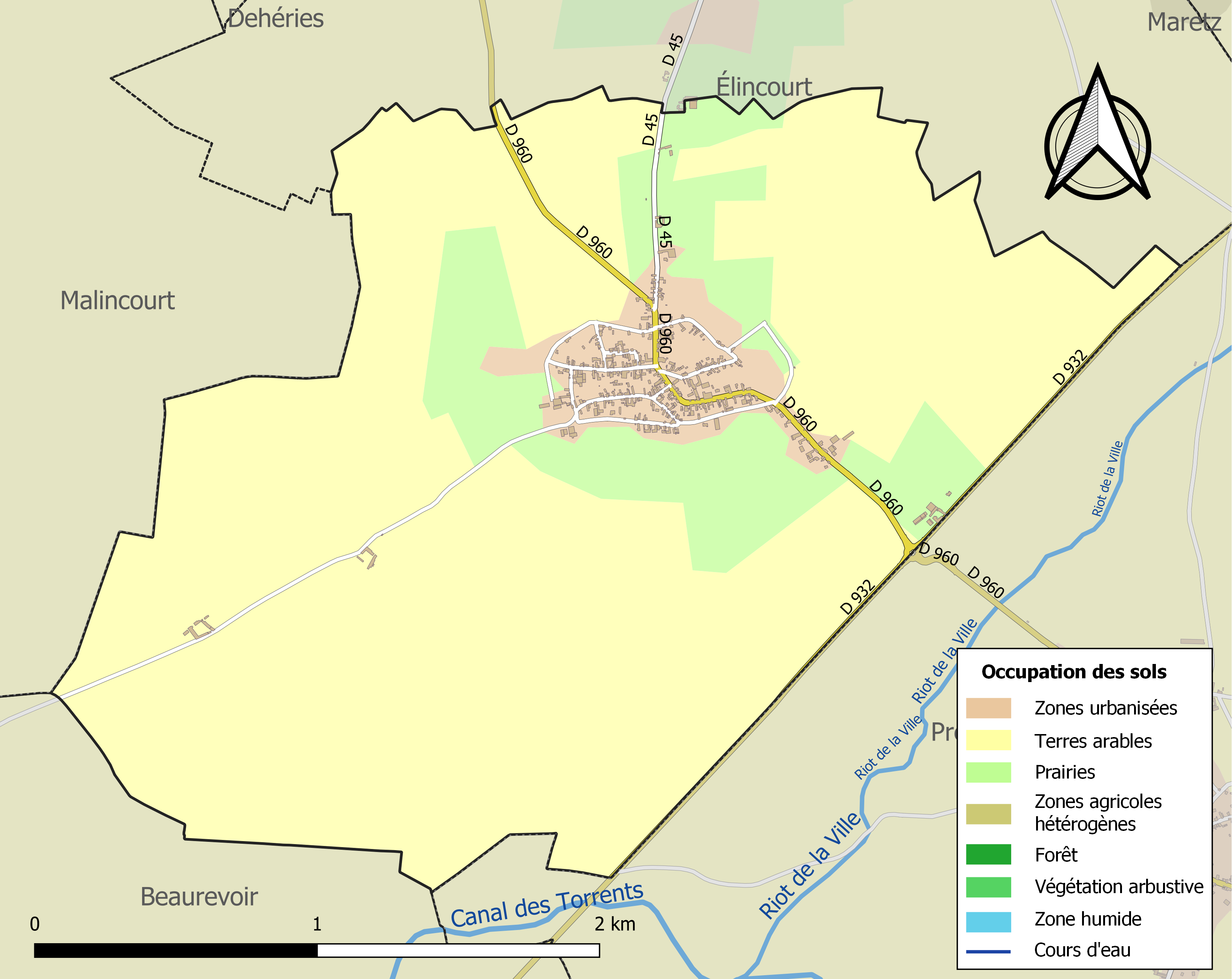
Carte de l'occupation des sols de la commune en 2018 (CLC).

## Toponymie
Le village apparaît pour la première fois au XIe siècle sous le nom de Serenes, Serana, Serayno, Serain-en-Cambrésis en 1750, puis l'orthographe actuelle au XVIIIe siècle sur la Carte de Cassini
.

## Histoire
|  |

 Carte de Cassini 

Sur la Carte de Cassini ci-contre, datant du XVIIIe siècle, Serain est une paroisse située sur le chemin empierré partant de Prémont et conduisant à Cambrai.

Les Fermes de La Petite Folie et La Grande Folie existent encore de nos jours.

Un moulin à vent en bois était situé au nord du village.
Première Guerre mondiale

Après la bataille des Frontières du 7 au 24 août 1914, devant les pertes subies, l'État-Major français décide de battre en retraite depuis la Belgique. Dès le 28 août, les Allemands s'emparent du village et poursuivent leur route vers l'ouest. Dès lors commença l'occupation allemande qui dura jusqu'en octobre 1918. Pendant toute cette période Serain restera loin des combats, le front se situant à une quarantaine de kilomètres à l'ouest vers Péronne puis le long de la ligne Hindenburg à partir de mars 1917. Le village servira de base arrière pour l'armée allemande.

Des arrêtés de la kommandantur obligeaient, à date fixe, sous la responsabilité du maire et du conseil municipal, sous peine de sanctions, la population à fournir : blé, œufs, lait, viande, légumes, destinés à nourrir les soldats du front. Toutes les personnes valides devaient effectuer des travaux agricoles ou d'entretien.
 
En septembre 1918, l'offensive des Alliés sur la ligne Hindenburg porte ses fruits, les Allemands cèdent du terrain peu à peu. Après la sanglante bataille de Montbrehain remportée par l'armée australienne, ce sont les Britanniques et les Américains qui ont continué la lutte contre les Allemands. Serain fut libérée le 8 octobre 1918 après de durs combats par la 66e division britannique. Les corps de 110 soldats reposent dans le cimetière militaire situé route de Cambrai. Serain subira quelques dégâts, mais beaucoup moins que les villages voisins Brancourt-le-Grand et Montbrehain.

Peu à peu, les habitants évacués sont revenus, mais la population de 925 en 1911 n'était plus que de 722 en 1921.

Vu les souffrances endurées par la population pendant les quatre années d'occupation et les dégâts aux constructions, la commune s'est vu décerner la Croix de guerre 1914-1918 (France) le 19 avril 1921.
Sur le monument aux morts sont inscrits les noms des 31 soldats serainois morts pour la France au cours de cette guerre ainsi que
ceux de 9 civils.

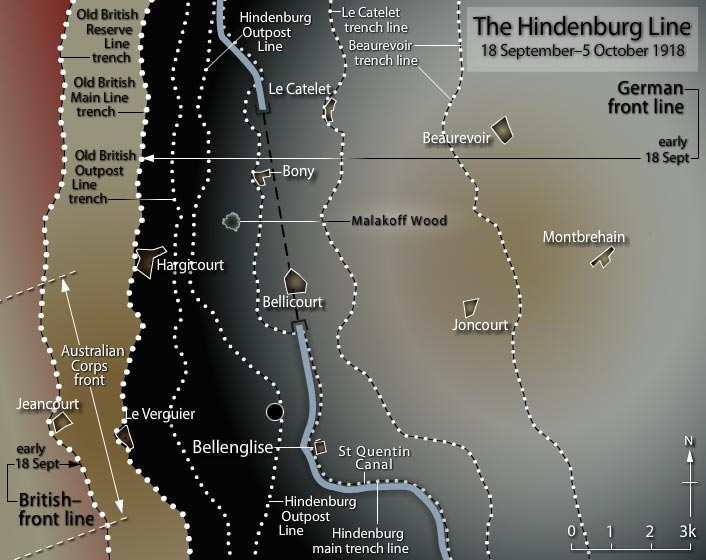
Carte de la bataille de la ligne Hindenburg en septembre-octobre 1918.
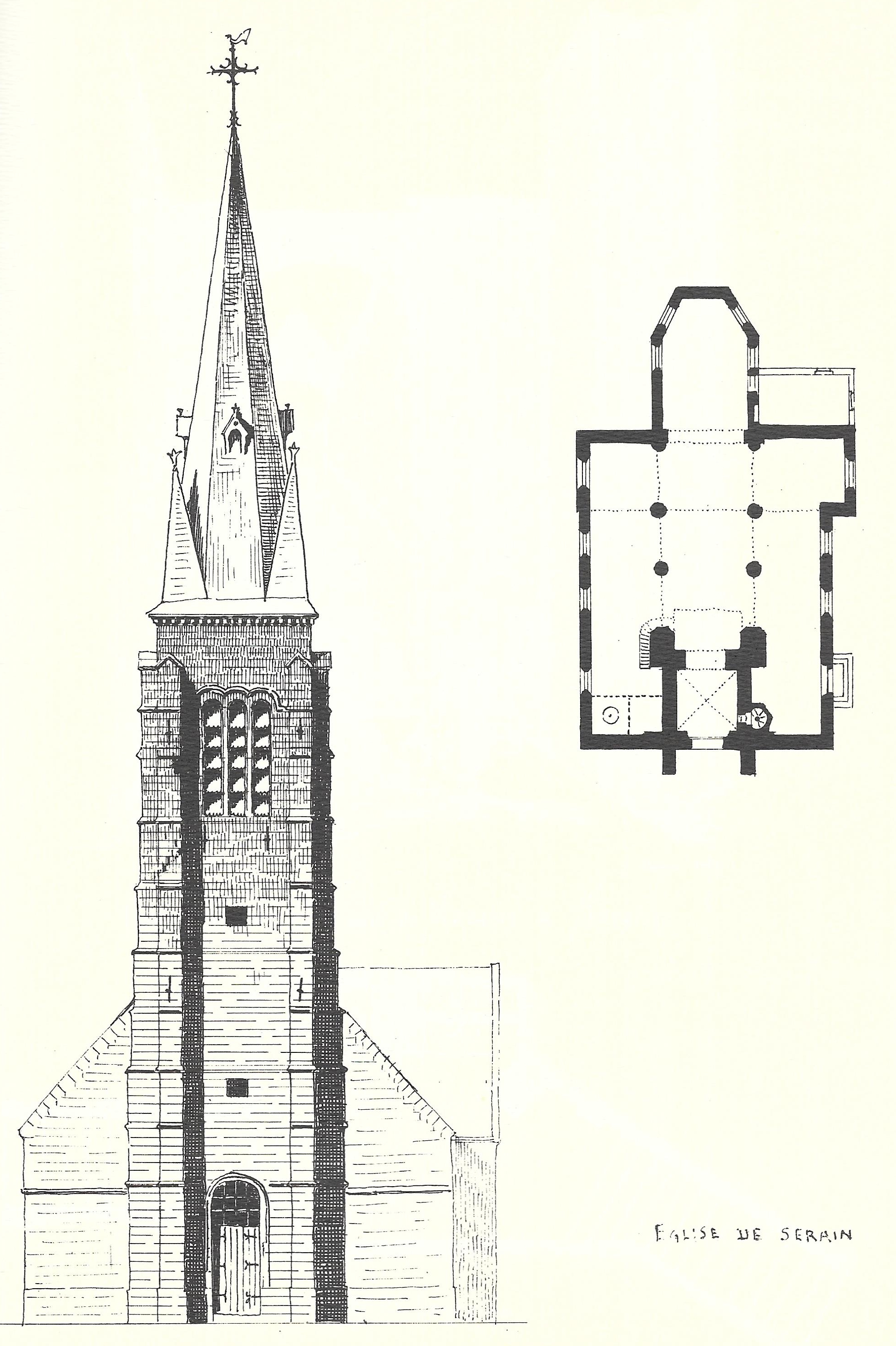
L'église vers 1870 (dessin de Joachim Malézieux (1851-1906)).
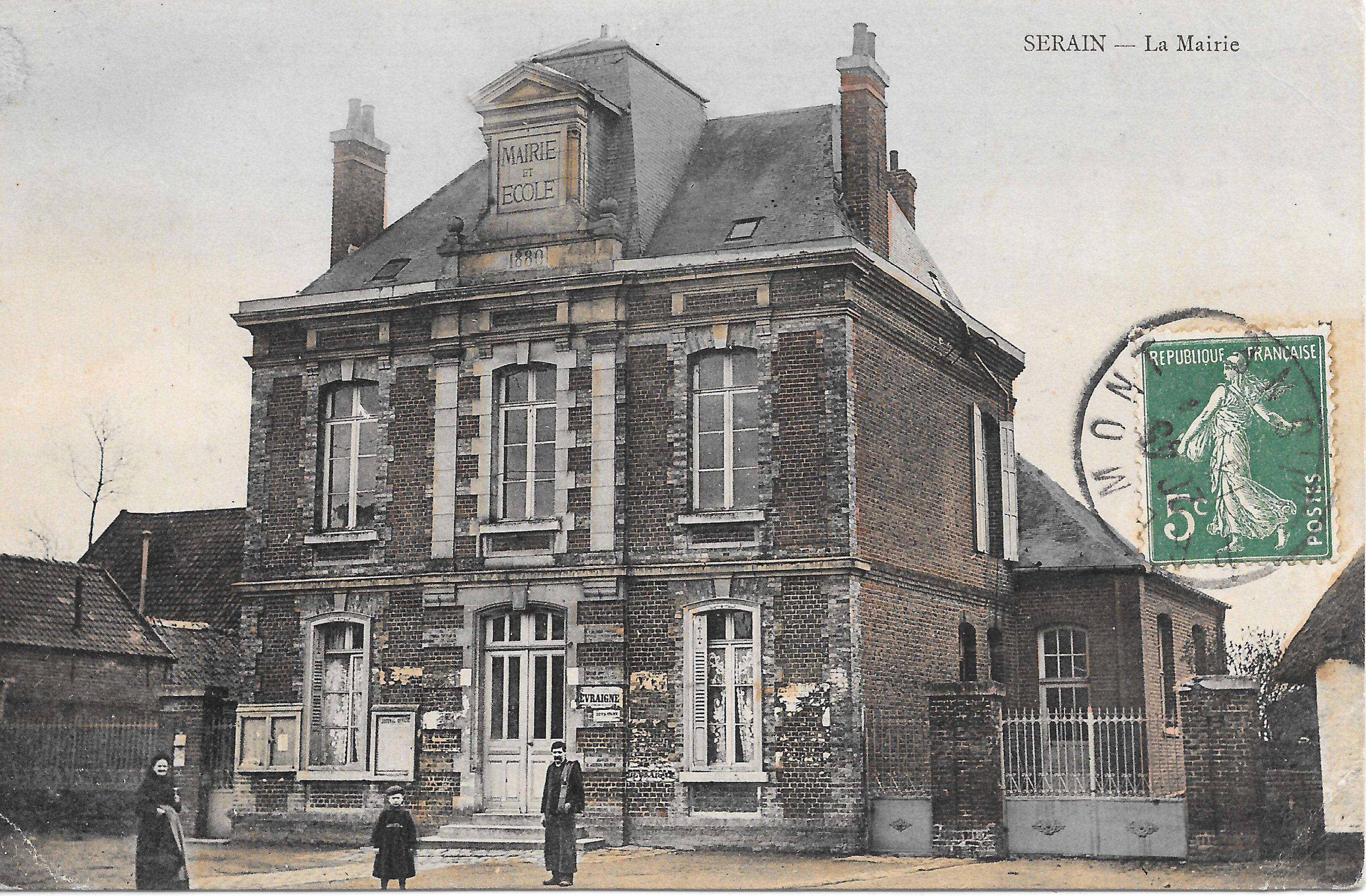
La mairie vers 1910.
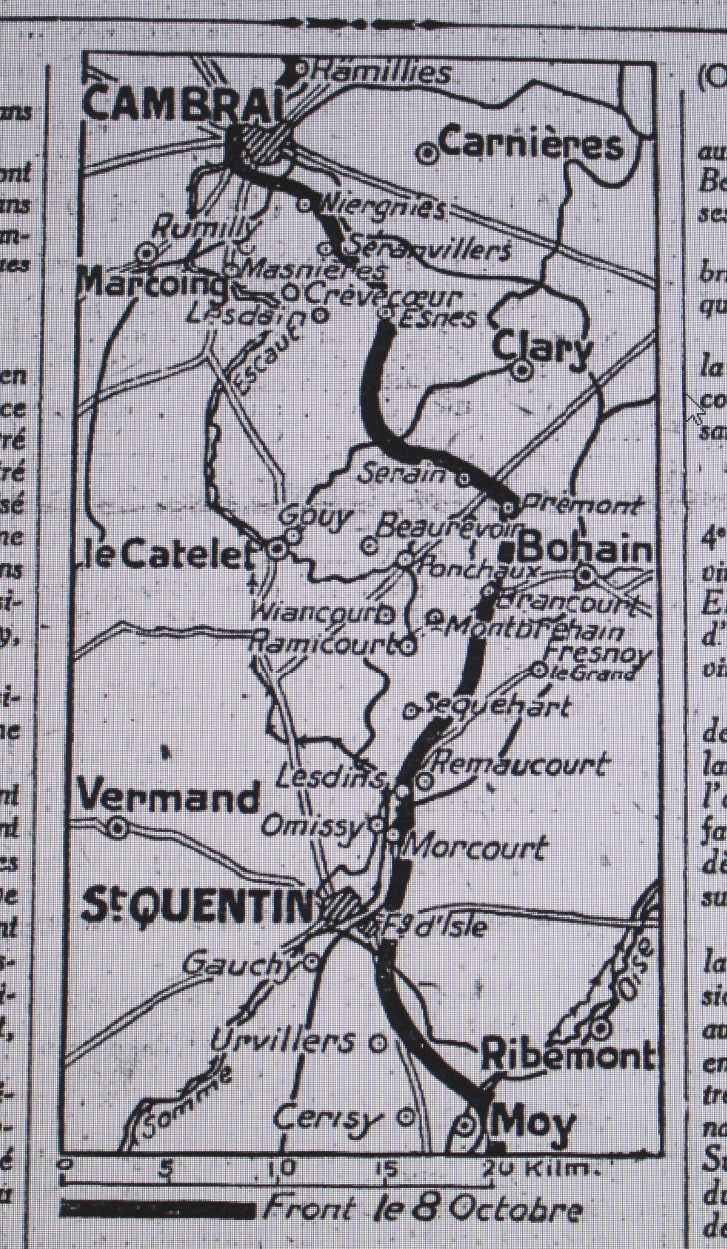
Carte montrant la prise définitive de Serain par l'armée anglaise le 8 octobre 1918.
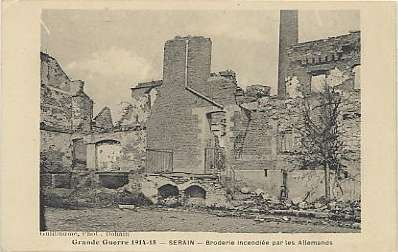
Destruction dans le village.
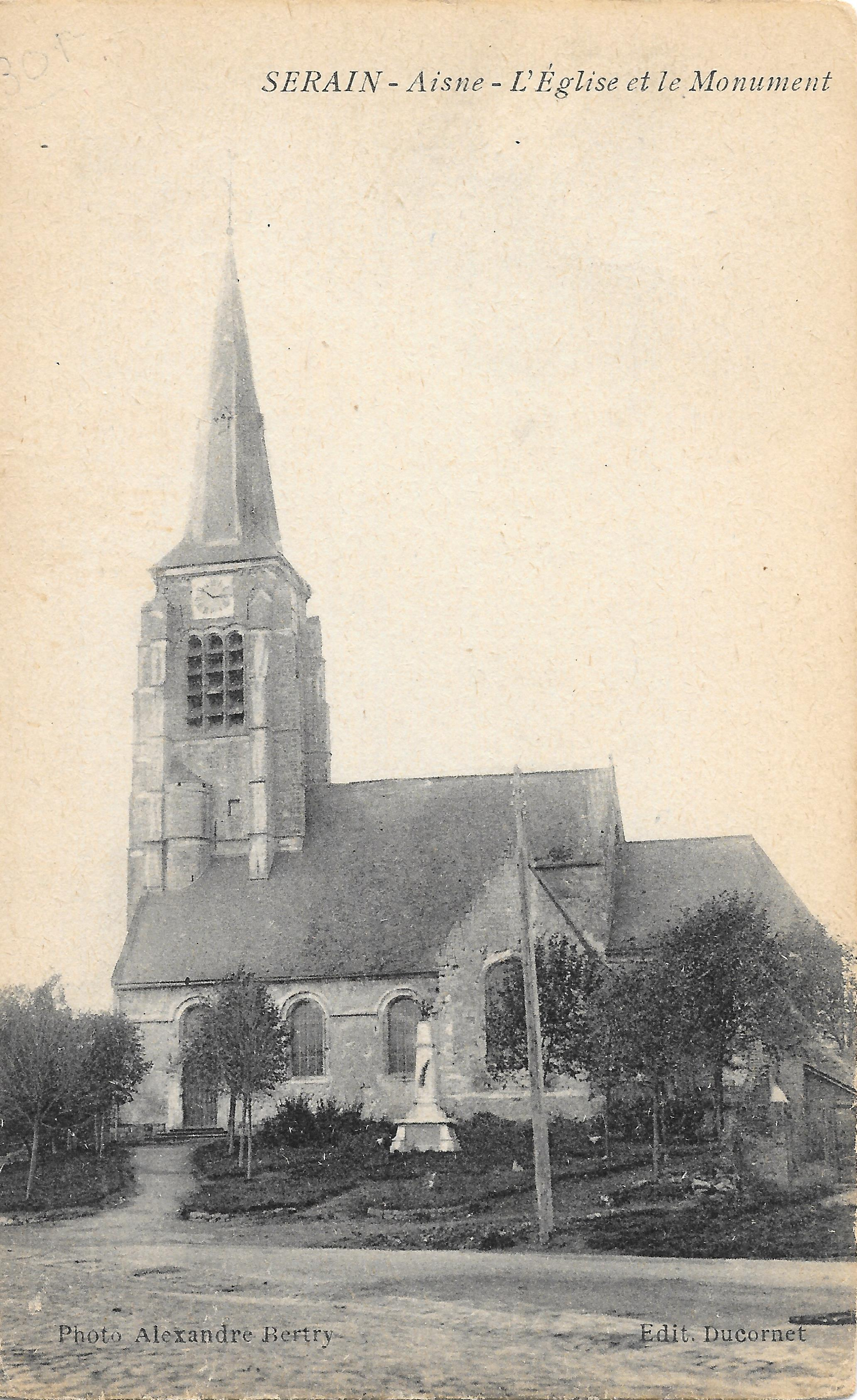
L'église vers 1925.

## Politique et administration

### Découpage territorial
La commune de Serain est membre de la communauté de communes du Pays du Vermandois, un établissement public de coopération intercommunale (EPCI) à fiscalité propre créé le 31 décembre 1993 dont le siège est à Bellicourt. Ce dernier est par ailleurs membre d'autres groupements intercommunaux.
Sur le plan administratif, elle est rattachée à l'arrondissement de Saint-Quentin, au département de l'Aisne et à la région Hauts-de-France. Sur le plan électoral, elle dépend du  canton de Bohain-en-Vermandois pour l'élection des conseillers départementaux, depuis le redécoupage cantonal de 2014 entré en vigueur en 2015, et de la troisième circonscription de l'Aisne  pour les élections législatives, depuis le dernier découpage électoral de 2010.

### Administration municipale
| Période                                  | Période                       | Identité             | Étiquette | Qualité   |
| ---------------------------------------- | ----------------------------- | -------------------- | --------- | --------- |
| Les données manquantes sont à compléter. |                               |                      |           |           |
| avant 1877                               | après 1879                    | Decaux               |           |           |
| Les données manquantes sont à compléter. |                               |                      |           |           |
| mars 2001                                | mars 2014                     | Désiré Maillard      |           |           |
| mars 2014                                | juillet 2020                  | Roseline Mudrakowska | SE        | Retraitée |
| juillet 2020                             | En cours (au 13 juillet 2020) | Claude Ceruso        |           |           |

## Démographie
L'évolution du nombre d'habitants est connue à travers les recensements de la population effectués dans la commune depuis 1793. Pour les communes de moins de 10 000 habitants, une enquête de recensement portant sur toute la population est réalisée tous les cinq ans, les populations de référence des années intermédiaires étant quant à elles estimées par interpolation ou extrapolation. Pour la commune, le premier recensement exhaustif entrant dans le cadre du nouveau dispositif a été réalisé en 2007.

En 2022, la commune comptait 390 habitants, en évolution de −4,41 % par rapport à 2016 (Aisne : −1,97 %, France hors Mayotte : +2,11 %).
| 1793 | 1800 | 1806 | 1821 | 1831 | 1836 | 1841 | 1846  | 1851  |
| ---- | ---- | ---- | ---- | ---- | ---- | ---- | ----- | ----- |
| 602  | 678  | 616  | 746  | 931  | 957  | 978  | 1 025 | 1 091 |

| 1856  | 1861  | 1866  | 1872  | 1876  | 1881  | 1886  | 1891  | 1896  |
| ----- | ----- | ----- | ----- | ----- | ----- | ----- | ----- | ----- |
| 1 158 | 1 200 | 1 200 | 1 231 | 1 231 | 1 191 | 1 182 | 1 148 | 1 070 |

| 1901  | 1906 | 1911 | 1921 | 1926 | 1931 | 1936 | 1946 | 1954 |
| ----- | ---- | ---- | ---- | ---- | ---- | ---- | ---- | ---- |
| 1 067 | 945  | 925  | 722  | 697  | 645  | 600  | 541  | 619  |

| 1962 | 1968 | 1975 | 1982 | 1990 | 1999 | 2006 | 2007 | 2012 |
| ---- | ---- | ---- | ---- | ---- | ---- | ---- | ---- | ---- |
| 612  | 534  | 501  | 459  | 404  | 420  | 394  | 390  | 405  |

| 2017 | 2022 | - | - | - | - | - | - | - |
| ---- | ---- | - | - | - | - | - | - | - |
| 405  | 390  | - | - | - | - | - | - | - |

## Culture locale et patrimoine

### Lieux et monuments
- Église Saint-Sauveur de Serain datant du XVIe siècle et XVIIe siècle dont la flèche du clocher frappée par la foudre en 1967 a été reconstruite est rabaissée culminant aujourd'hui à 50 mètres. La tour du clocher est classée monuments historiques[28], une salle voûtée occupe le premier étage, elle est ornée d'inscription dont l'une date de 1704.
- Monument aux morts.
- Chapelle à La Grande Folie.
- Calvaire.
- Temple protestant, actuellement en ruines.
- Ancienne voie romaine dite la chaussée Brunehaut.
- Fontaine de la Reine de Navarre, rénovée.
- Le cimetière militaire britannique jouxtant le cimetière communal qui comporte une centaine de tombes.

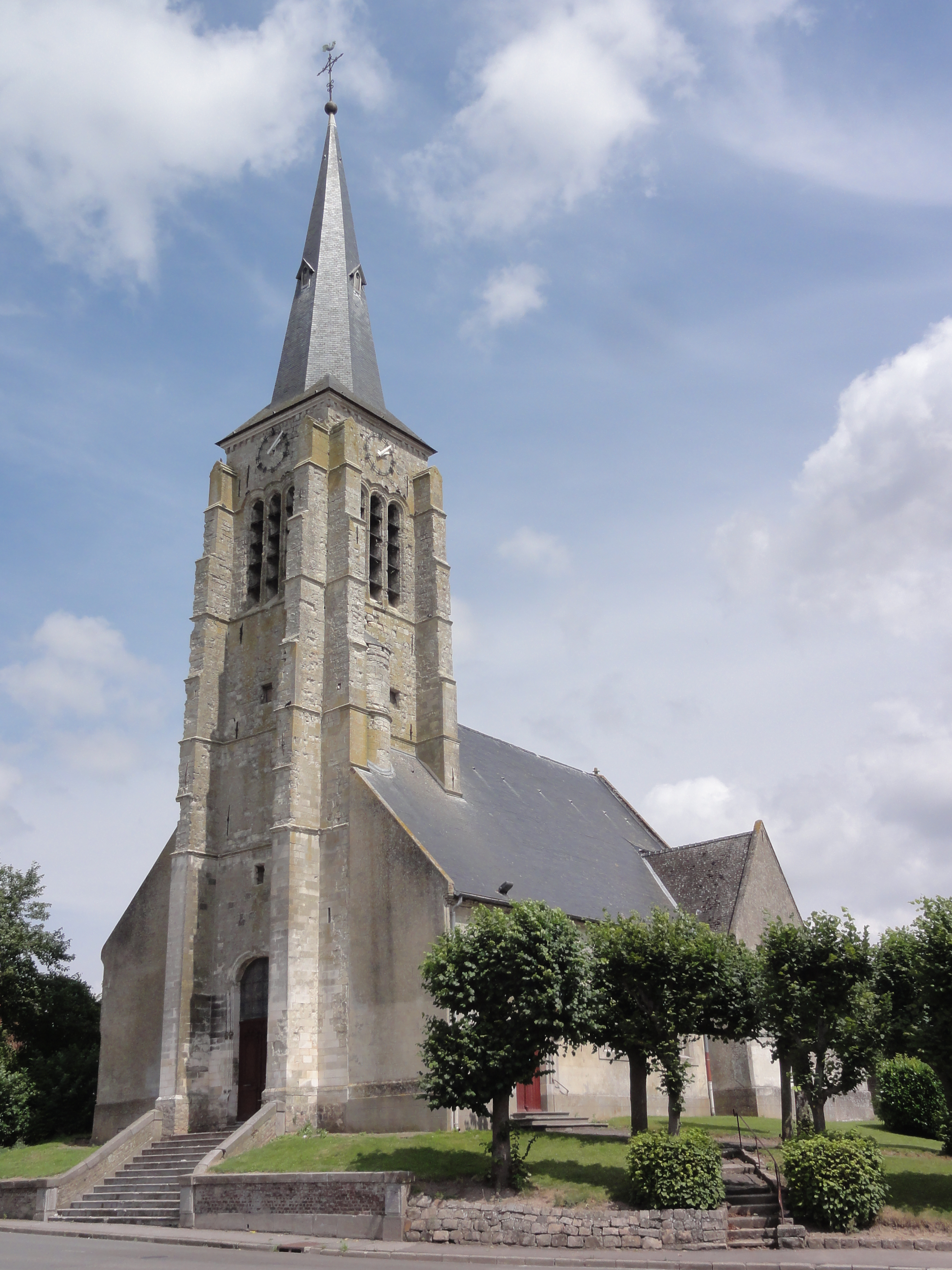
Église Saint-Sauveur.
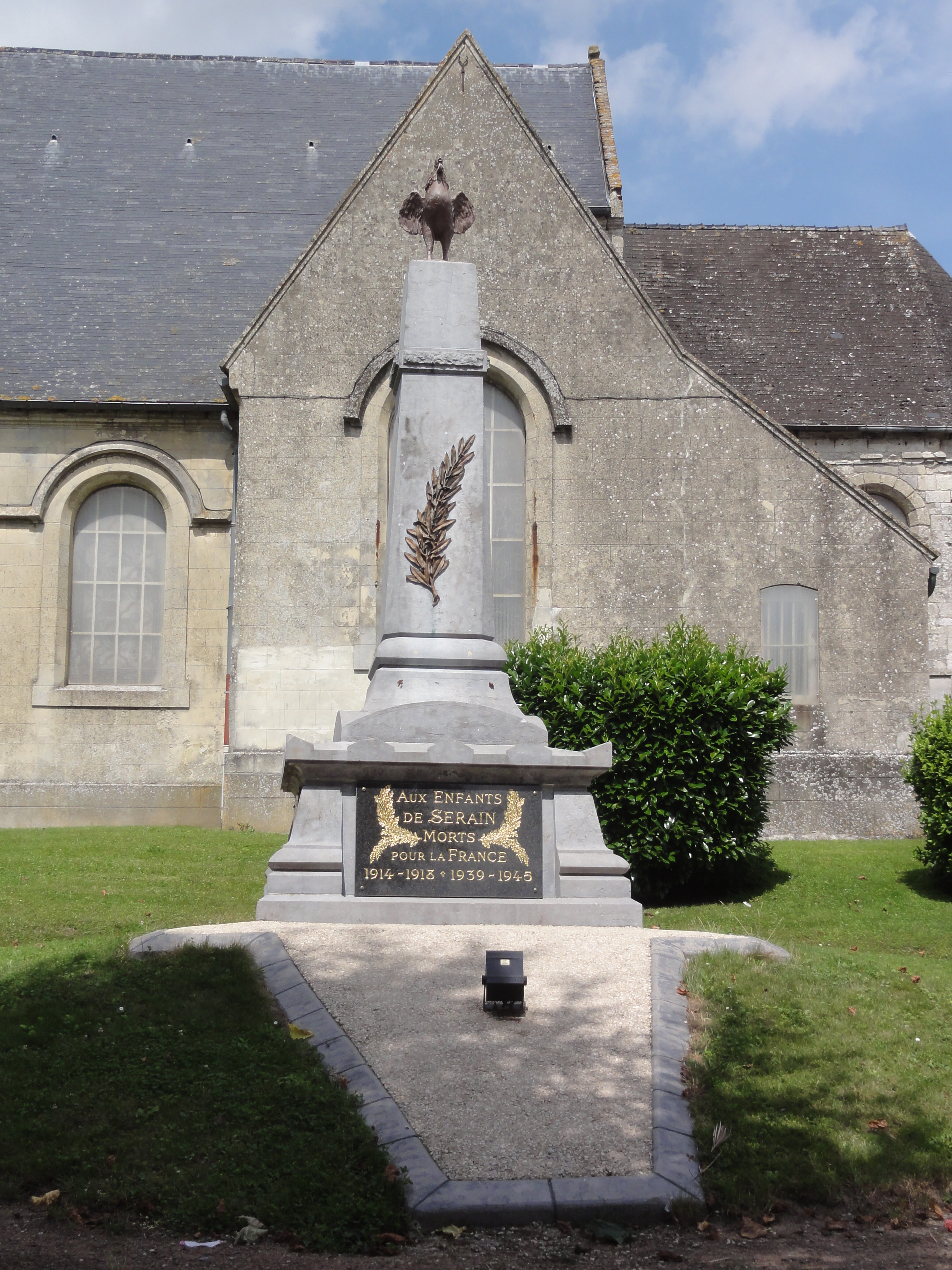
Monument aux morts.
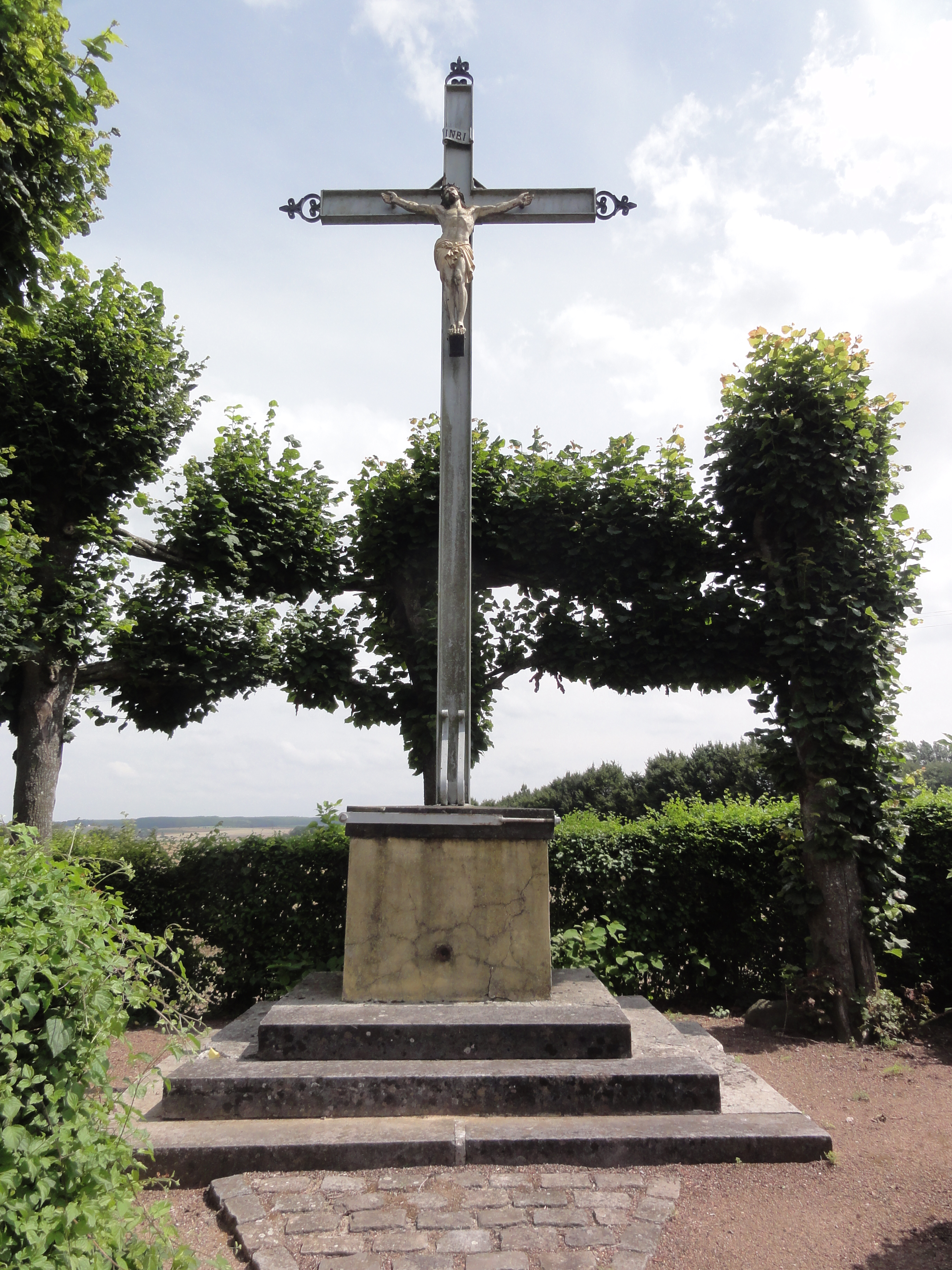
Calvaire.
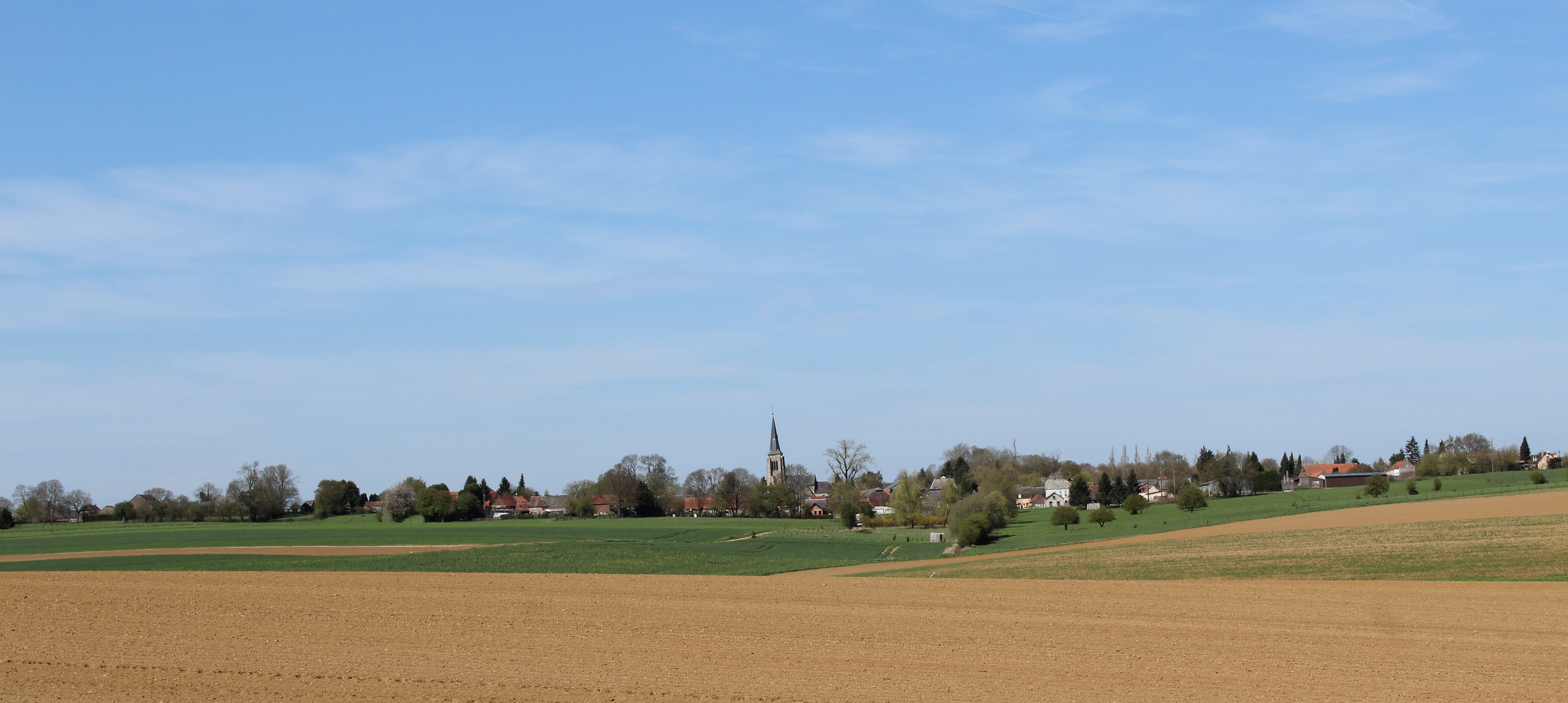
Panorama du village depuis la chaussée Brunehaut.
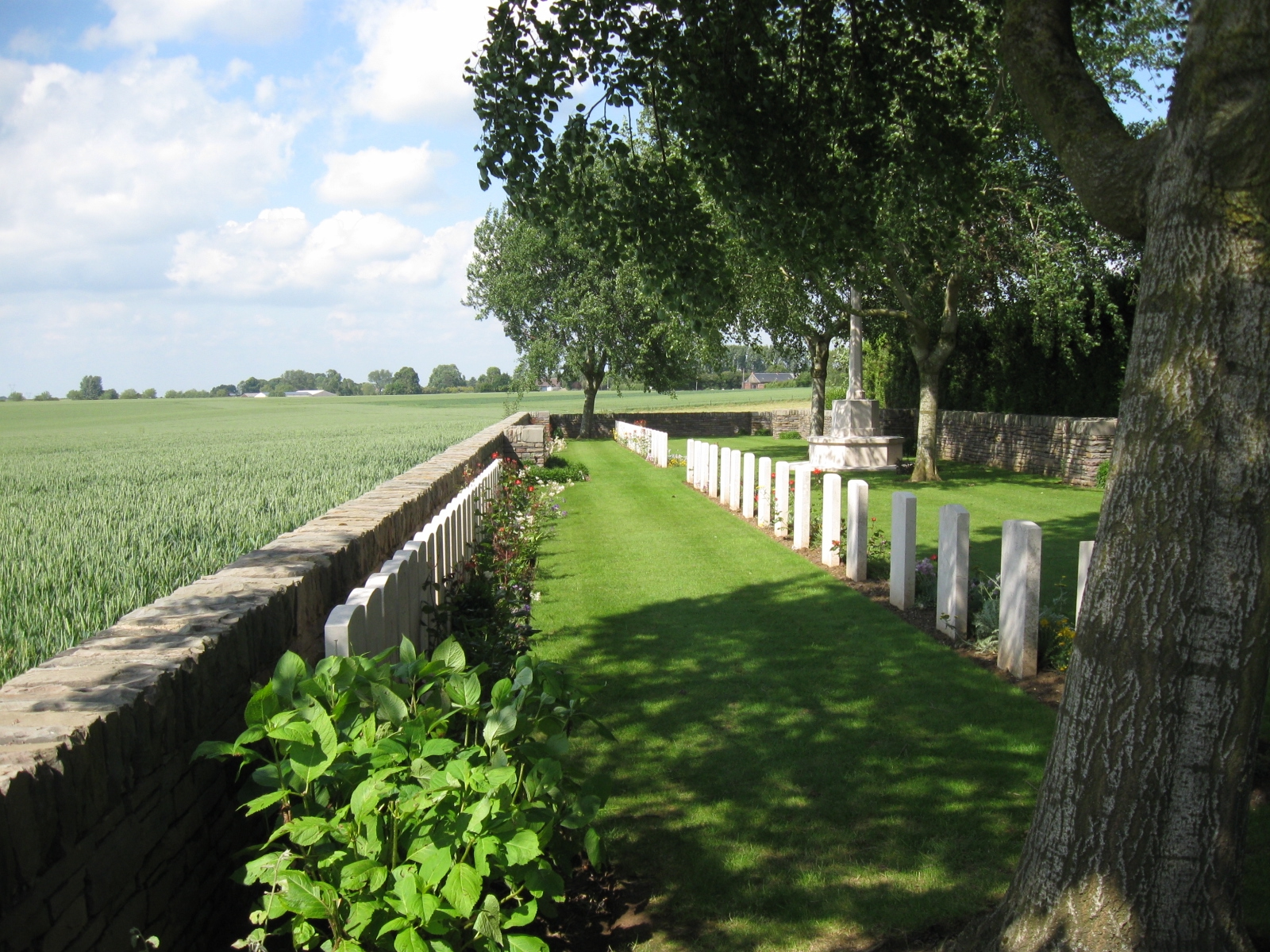
Cimetière militaire.
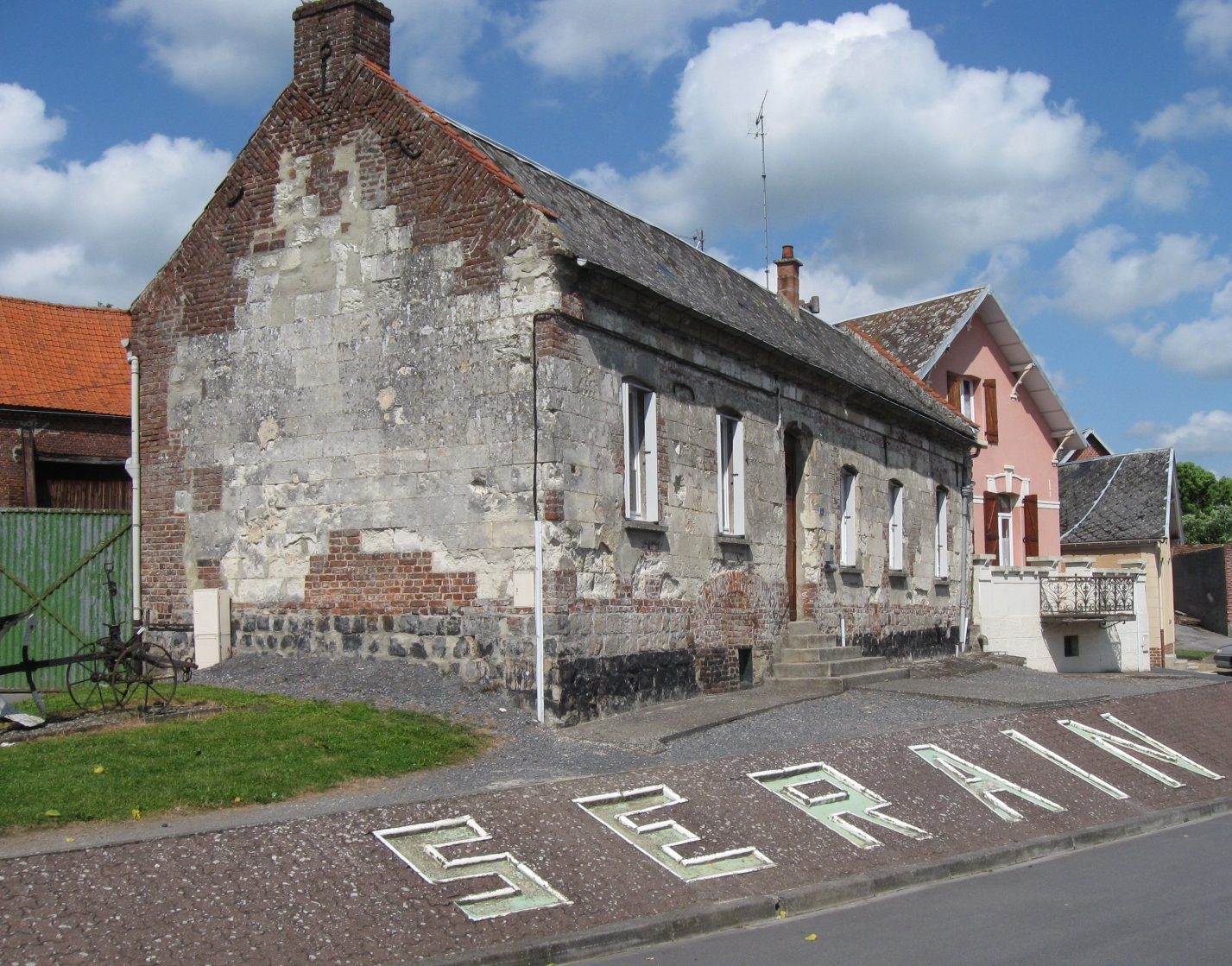
Vue de la place.
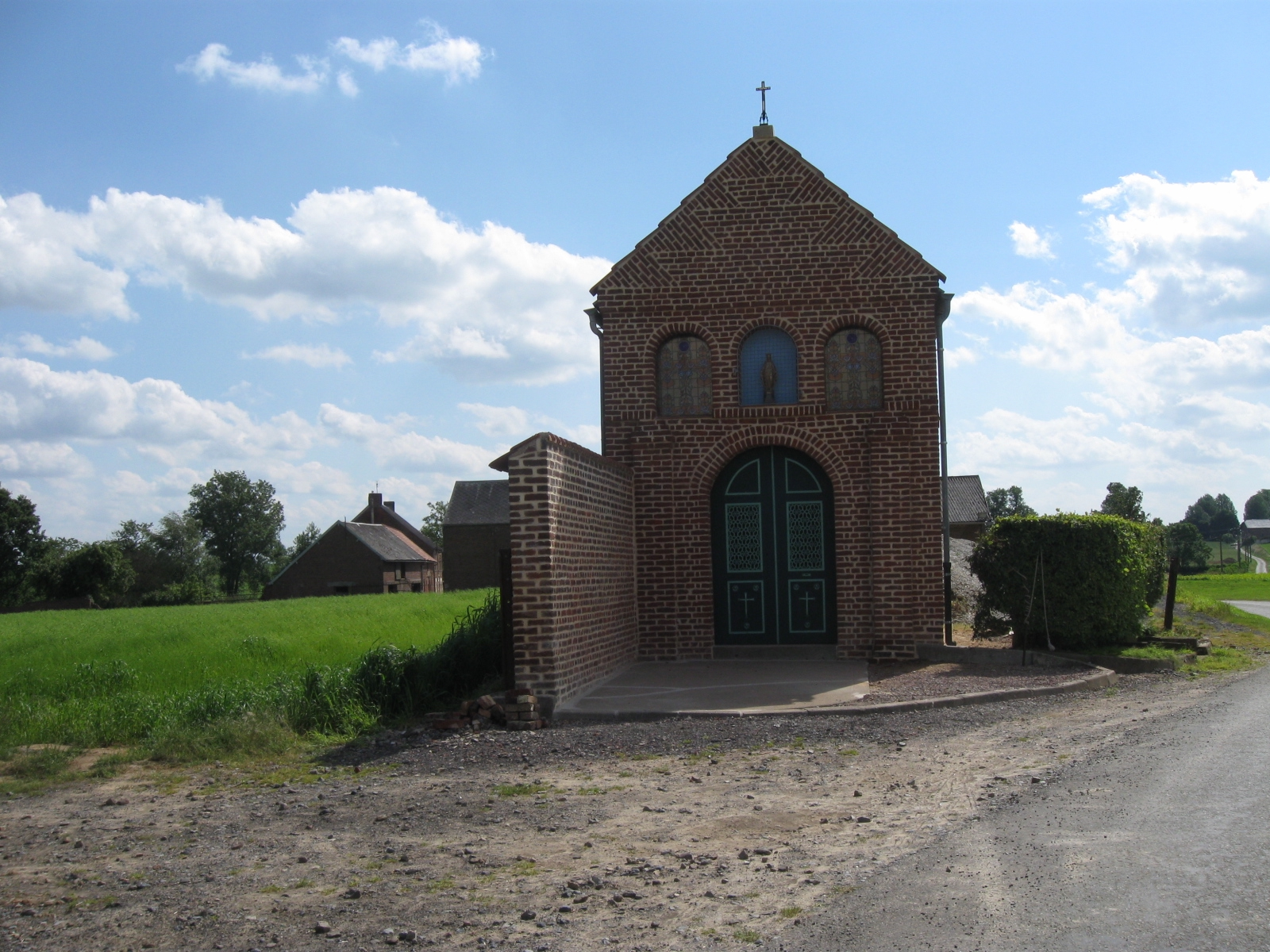
Chapelle du hameau la Grande Folie.

#### Cartes postales anciennes

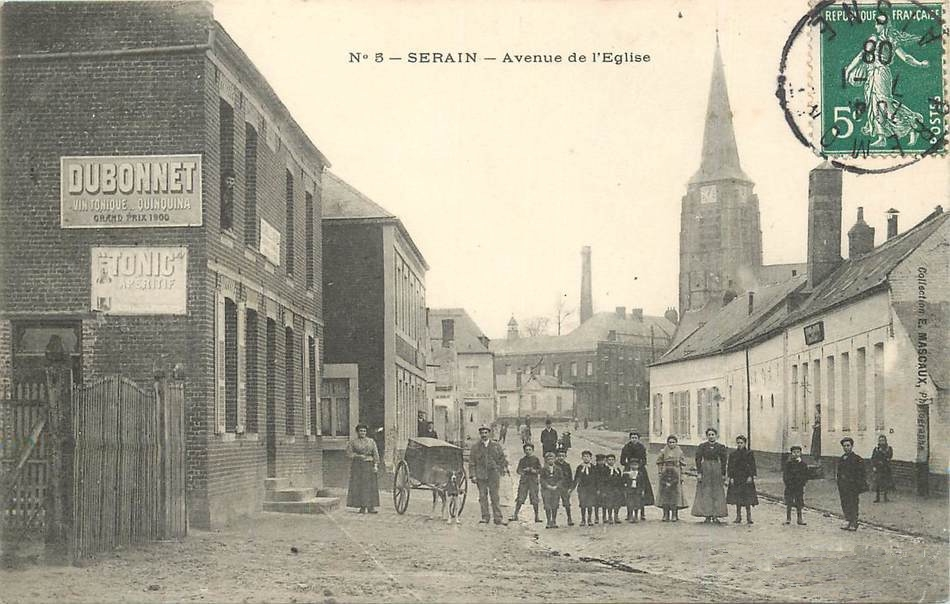
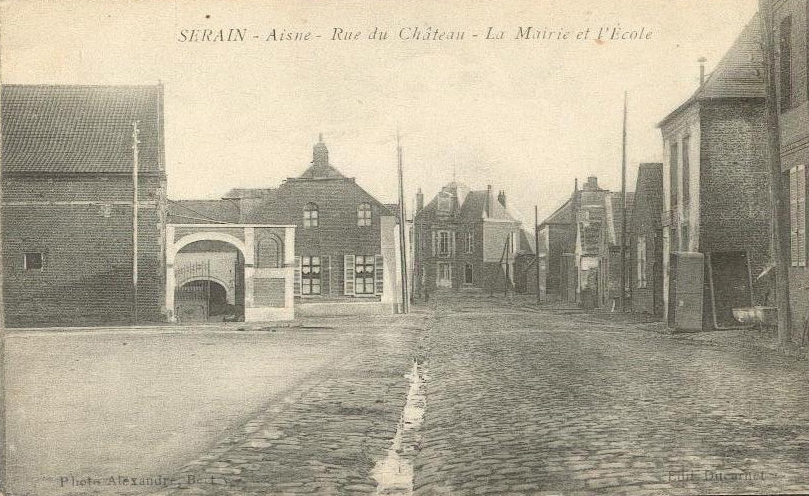
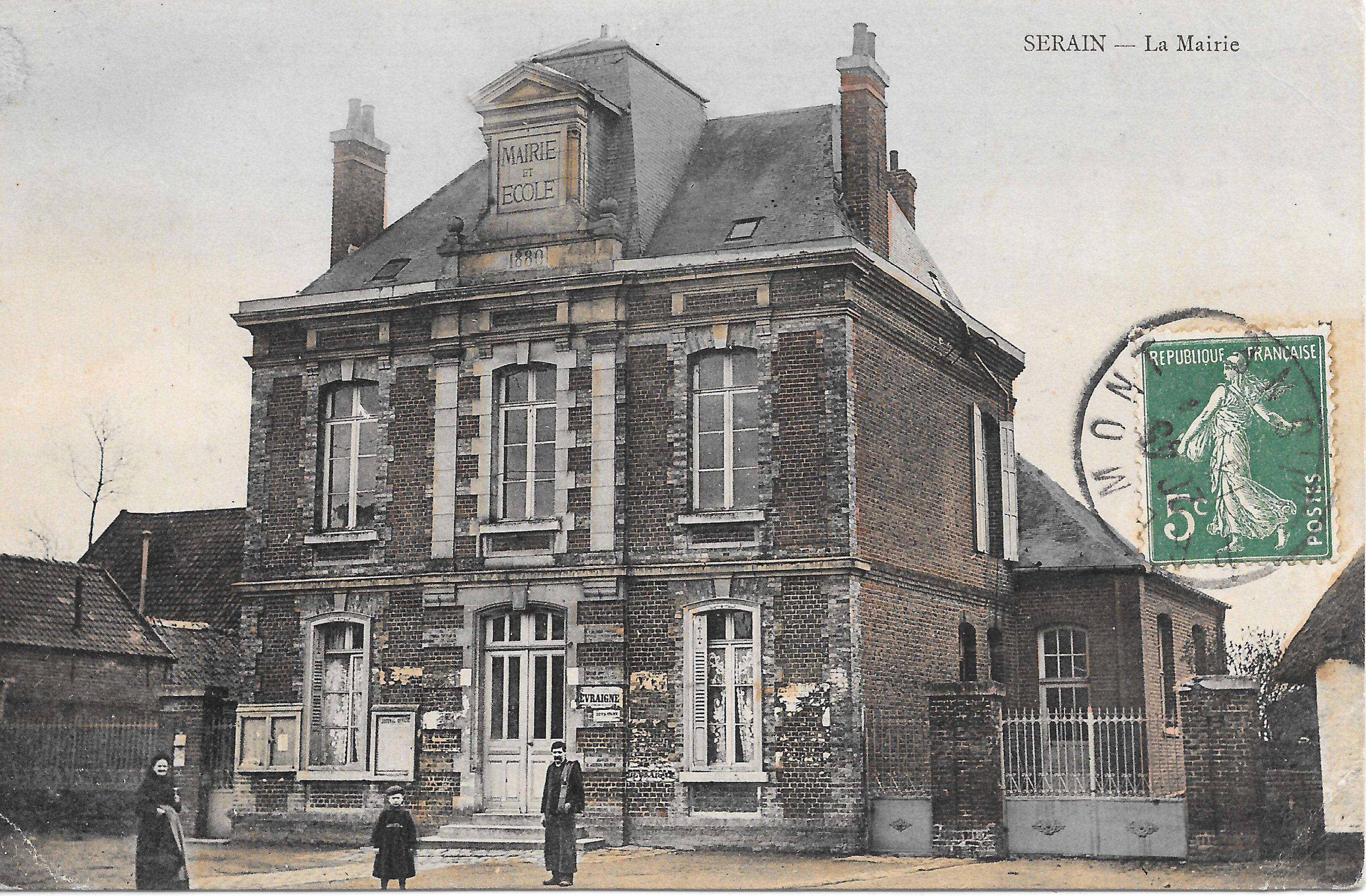
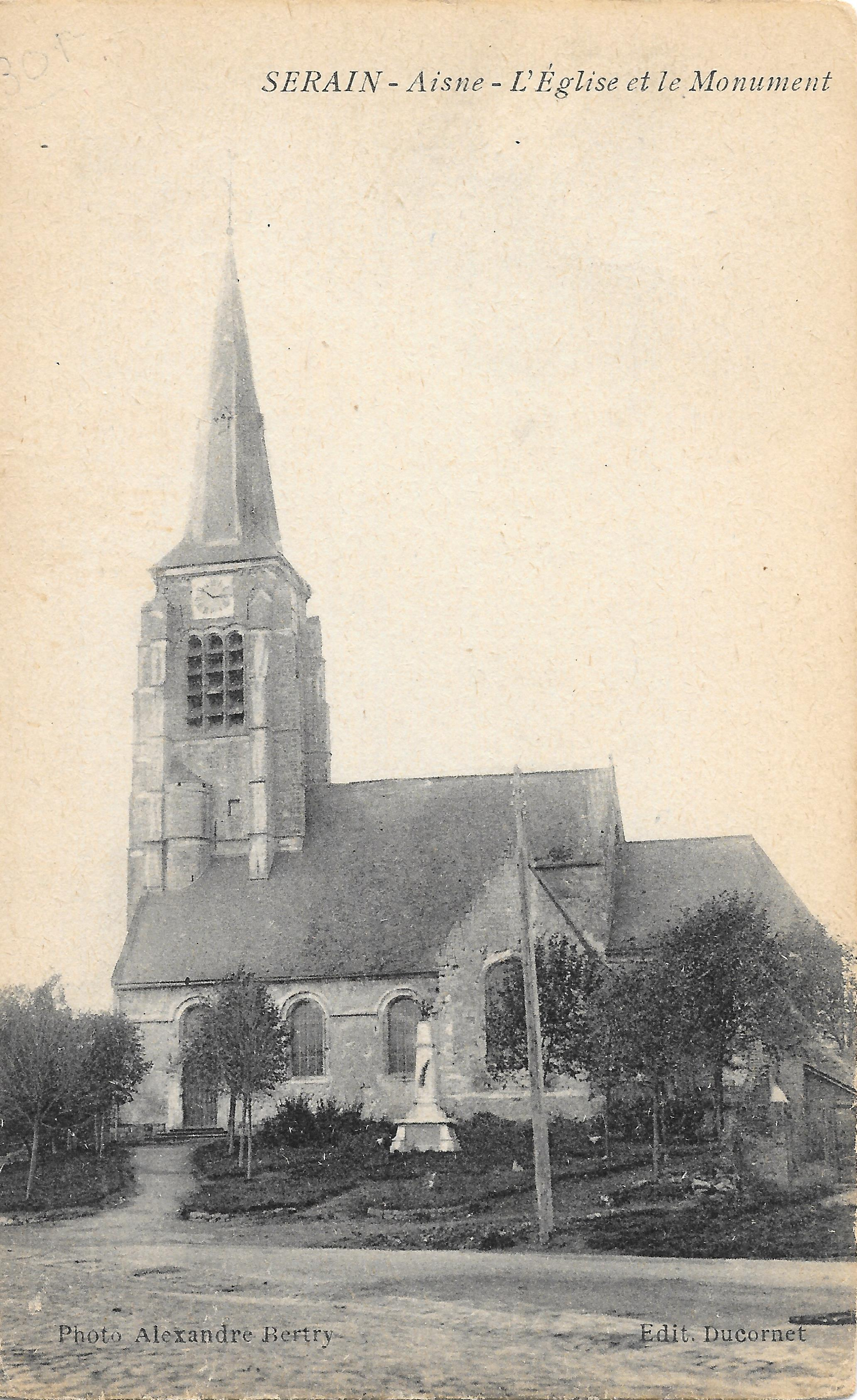
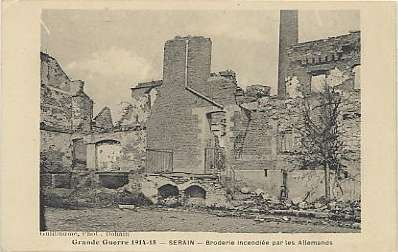

### Personnalités liées à la commune
- Claude Darget vécut quelque temps, mais pas régulièrement, dans sa maison de campagne située rue du Commandant-Capellier.
- Le pasteur Élisée Lacheret est né à Serain en 1881.

### Héraldique
| Blason de Serain | Blason  | D'argent au sautoir de gueules cantonné de quatre lionceaux de sable. |
| Blason de Serain | Détails | Le statut officiel du blason reste à déterminer.                      |